# オグデン (哨戒フリゲート)
オグデン (USS Ogden, PF-39) は、アメリカ海軍の哨戒フリゲート。タコマ級フリゲートの1隻。艦名はユタ州オグデンに因む。

## 艦歴
オグデンは1943年5月21日にカリフォルニア州ウィルミントンのコンソリデーテッド・スチール社で起工した。4月15日まではPG-147と呼ばれた。1943年6月23日にマーガレット・S・シェルトンによって命名、進水、1943年12月20日にサンディエゴで艦長K・C・サープ大尉の指揮下就役した。
サンディエゴ沖での整調後、オグデンはサンペドロを1944年3月9日に出航し、船団護衛任務でサモアを経由し4月2日にニューギニアのミルン湾へ到着した。この間オグデンは姉妹艦のヴァン・ビューレン (USS Van Buren, PF-42) と共に3月23日から29日までエスピリトゥサント島へ向かうタンカー、フォート・エリー (SS Fort Erie) を護衛した。7月を通してオグデンはニューギニアの西部で揚陸艦や民間船の護衛、対潜哨戒任務、フンボルト湾の入り口での管制艦としての任務に従事した。
8月と9月はオーストラリアのブリスベンで修理と訓練に費やし、その後フィリピン侵攻への強化のためアドミラルティ諸島のマヌス島からニューギニアへ向かう船団の護衛を2度行った。オグデンは海軍のタンカー、オーストラリアの民間船、10隻のタグボートを含む船団を伴って11月2日にレイテ島に到着した。その夜敵機が船団を攻撃し、オグデンから50ヤードの距離で爆弾が爆発した。
その後オグデンはレイテ島への補給を行う船団の護衛のため2度ニューギニアへ戻り、11月12日にはレイテ島沖で商船に対して攻撃を行う3機の日本軍機を撃墜した。11月29日にはニューギニアの沖合でレイテ島へ向かう船団を護衛中に雷撃機2機の破壊を支援した。
オグデンは12月14日にフンボルト湾を出航し、マヌス島、ボラボラ島、パナマ運河、サウスカロライナ州チャールストンを経由して1945年1月24日にマサチューセッツ州ボストンに到着した。修理後メイン州カスコ湾で訓練を行い、その後パナマ運河を経由してワシントン州シアトルに向かう。シアトルでオグデンは修理を完了した。
6月27日にオグデンはアラスカ州コールド・ベイに到着した。コールド・ベイでソ連海軍の水兵を訓練し、1945年7月12日に退役、レンドリース法に基づきソ連海軍へ貸与された。ソ連では「護衛艦」を意味する「EK」の略号が付与され、EK-10（ロシア語:ЭК-10エーカー・ヂェースャチ）として7月23日付で太平洋艦隊へ編入された。
ソ連海軍での活動後、1949年10月15日に横須賀でアメリカ海軍に返還され、同地で保管された。1953年1月14日、日米船舶貸与協定に基づき第1回貸与艦として保安庁警備隊（後の海上自衛隊）に貸与され、「くす (PF-1) 」として就役した。他に貸与された「なら」、「かし」、「もみ」とともに同日付で第1船隊を編成し横須賀地方隊に編入された。同年4月1日、第1船隊群（後の第1護衛隊群）が新編され第1船隊は同群に編入された。その後、1956年4月1日に新編された第11護衛隊に編入。1957年5月10日、第11護衛隊の廃止及び練習隊群の新編により「くす」は第2練習隊に編入され第1回遠洋練習航海に参加した。同年9月1日、艦籍番号がPF-281に変更された。1963年12月10日、横須賀地方隊に編入。1964年、「くす」はドローン母艦に改装された。改装にあたり艦尾の3インチ砲、20mm機銃、爆雷投射機、爆雷投射軌条を撤去し、ドローン用格納兼整備庫を新設し、射出用カタパルトを設置した。1970年3月31日に 特務船（YAS-50）に区分変更された。1971年3月31日には保管船（YAC-22）に区分変更され、横須賀教育隊の実習艦として使用された。1976年4月1日に除籍され、1977年6月28日にアメリカ海軍に返還された。
オグデンは第二次世界大戦の戦功で3個の従軍星章を受章した。